# Concord (navire)
Pour les articles homonymes, voir Concord.
Le navire Concord, Capitaine William Jeffries, part de Rotterdam le 6 juillet 1683, transite par Gravesend et Londres, et arrive à Philadelphie le 6 octobre 1683. À bord, on trouve les treize familles de Krefeld qui rejoindront Francis Daniel Pastorius pour fonder Germantown (aujourd'hui un quartier de Philadelphie), point d'entrée de l'immigration allemande en Pennsylvanie.

## Caractéristiques
- Type : Galion
- Commandant: William Jeffries
- Équipage: 40 personnes
- Armement: 26 ou 40 canons, selon les sources
- Longueur : 130 pieds (39,6 m)
- Largeur : 32 pieds (9,75 m)
- Déplacement : 500 t

## Krefeld
Située sur le Rhin, dépendant du Roi de Prusse et non de l'Empereur, Krefeld bénéficie d'un régime relativement libéral pour les mennonites. Elle n'est pas très éloignée de lieux stratégiques pour toutes les dissidences : l'université de Heidelberg et son bouillonnement intellectuel ; le port fluvial de Mannheim, où s'organisent les descentes du Rhin jusqu'à Rotterdam, comme on le sait grâce à Durs Thommen qui raconta sa descente du Rhin avant de relater son voyage sur la Princess Augusta.
Krefeld est un centre industriel (textile) qui produit naturellement une mentalité ouverte et urbaine. 
Outre les mennonites, Krefeld voit passer toutes sortes de « sectaires », dont John Naas, qui jouera un rôle important dans l’Église des Brethren (« Dunkards ») qui émigreront aussi en Amérique. Les différentes sectes ou églises sont proches les unes des autres (et parfois d'autant plus sévèrement rivales). Les fidèles passent de l'une à l'autre. Les mennonites de Krefeld sont devenus quakers au moment de leur traversée sur le Concord, certains redeviendront mennonites plus tard dans leur vie.

## Jacob Telner et les 13 familles de Krefeld

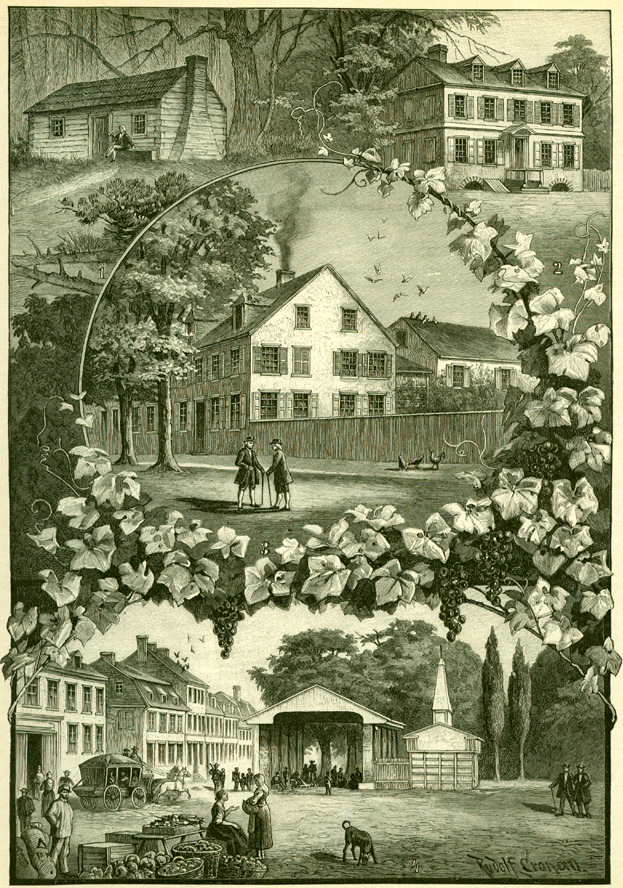
Photomontage sur le vieux Germantown. Les deux maisons du haut sont celles de la famille Pastorius, celle de gauche vers 1683, celle de droite vers 1715. Au centre, la maison et l'imprimerie de la famille Caurs vers 1735. En bas, la place du marché vers 1820.

Le navire Concord, Capitaine William Jeffries, part de Rotterdam le 6 juillet 1683, transite par Gravesend et Londres, et arrive à Philadelphie le 6 Oct 1683.
Jacob Telner est à la tête du groupe de 13 familles de Krefeld (Allemagne) qui navigue sur le Concord. C'est un riche marchand  d'Amsterdam ; avant cela, il a vécu à Krefeld ; il a pris les contacts avec  William Penn, et avec son agent Benjamin Furly à Rotterdam, en vue de l'immigration de son groupe. Telner a été mennonite avant de devenir quaker, et les treize familles qu'il représente sont également à mi-chemin entre ces deux religions. Pendant les années où il a habité Krefeld, il a fait beaucoup pour promouvoir l'émigration en Pennsylvanie.
Telner connait également Francis Daniel Pastorius, un juriste de Francfort-sur-le-Main mandaté pour acheter des terres auprès de William Penn en Pennsylvanie. Pastorius représente en cette affaire, dans les tractations avec William Penn, aussi bien les piétistes de la Frankfurt Land Company que les compagnons de Telner.

## Le voyage
L'America avec Pastorius à bord, et le Concord avec Telner, voyagent à quelques semaines d'intervalle, connaissent chacune le voyage de l'autre, et leurs passagers doivent se retrouver à Philadelphie.
Ensemble, ils contribueront à la fondation de Germantown, près de Philadelphie. C'est Pastorius qui a mené cette affaire, mais, étant donné qu'aucun membre de la Frankurt Land Company ne l'accompagne, ce serait un chef sans troupes sans l'apport des passagers du Concord, qui constitueront la population de Germantown.
Le voyage du Concord est quelque peu connu indirectement, car Pastorius, dans le rapport qu'il envoie à ses mandants, parle principalement de son propre voyage sur l'America, mais parle aussi un peu du Concord, qu'il a vu arriver.
Le Concord, nous indique-t-il, est resté dix semaines en mer ; il a vu la mort d'une jeune fille entre Rotterdam et l'Angleterre, ainsi que la naissance de deux bébés. Peu après avoir débarqué, il voit la mort d'une vieille femme.
Telner reviendra l'année d'après avec d'autres compagnons encore : l'émigration allemande vers la Pennsylvanie est bien amorcée.

## Proclamation contre l'esclavage
La Concord amène plusieurs membres de la famille Op den Graeff, dont deux membres signeront avec Pastorius, le 18 février 1688, la première proclamation contre l'esclavage.
Les signataires: Gerret Hendericks; Derick op den Graeff; Francis Daniel Pastorius; Abraham op den Graeff.

## Sources
- Global anabaptist Mennonite encyclopedia online, article sur les mennonites de Germantown
- Global anabaptist Mennonite encyclopedia online, article sur Jacob Telner
- Source: Francis Daniel Pastorius, Positive Information from America, concerning the Country of Pennsylvania, from a German who has migrated thither; dated Philadelphia, March 7, 1684, trans. J. Franklin Jameson, in Albert Cook Myers, ed., Narratives of Early Pennsylvania, West New Jersey, and Delaware, 1630–1707 (New York, 1912), 392–411 ; Lettre de Pastorius lisible en ligne